# A24
A24, coneguda anteriorment com a A24 Films, és una empresa cinematogràfica nord-americana. Va ser fundada el 20 d'agost de 2012 per Daniel Katz, David Fenkel i John Hodges. S'especialitza en la producció i distribució de cinema i televisió.

## Història
Al 2013, A24 Films va finançar A Glimpse Inside the Mind de Charles Swan III. Aquell mateix any, van acordar un contracte d'associació i distribució amb dues plataformes on-line: Amazon Prime i DirecTV Cinema. No obstant això, el creixement de l'empresa va incrementar substancialment gràcies al llançament de Spring Breakers uns mesos després. Aquest creixement es va constatar el 2015 gràcies a pel·lícules com Ex Machina, The Room i The Witch. Un any després, es va delimitar el nom de l'empresa a A24. Des de llavors, A24 s'ha consolidat com una de les majors productores a nivell internacional sent, actualment, una de les majors referències de cinema independent de la indústria.
El creixement va ser exponencial i vertiginós. Doncs en els anys posteriors es van presentar propostes que, per regla general, van convèncer a un gran sector de la crítica, com són: A Ghost Story (David Lowery), Moonlight (Barry Jenkins), The Florida Project (Sean Baker), The Killing of a Sacred Deer (Yorgos Lanthimos) o Lady Bird (Greta Gerwig), entre d'altres.

## Premis associats a la productora
Al 2016, diverses pel·lícules produïdes per A24 van ser guardonades amb premis de l'Acadèmia: Brie Larson per la seva interpretació a The Room, Millors Efectes Visuals per Ex Machina i Millor Pel·lícula Documental per Amy.
Al 2017, la seva pel·lícula Moonlight (Barry Jenkins) va guanyar l'Oscar a Millor Pel·lícula. Va ser el primer premi d'aquesta secció guanyat per la productora. A més, es van sumar a l'Oscar els premis al Millor Guió Adaptat i al Millor Actor de repartiment (Mahershala Ali).
Apartant la mirada de Hollywood, el ventall de premis i nominacions resulta extens. Willem Defoe va ser nominat en la categoria de Millor Actor de Repartiment en els BAFTA, Globus d'Or o Satellite Awards, entre d'altres, per la seva interpretació a The Florida Project, pel·lícula que també va estar nominada en la categoria de Millor Pel·lícula Internacional Independent, pels BIFA i dins de la llista de les 10 millors Pel·lícules de l'Any segons American Film Institute. Per la seva banda, A Ghost Story va guanyar el premi a Millor Fotografia (Andrew Droz Palerm) al Festival de Sitges. D'altra banda, l'actriu nord-americana Saoirse Ronan va ser nominada com a Millor Actriu en 5 cerimònies diferents, incloent els Globus d'Or i la NBR pel seu paper a Lady Bird. The Killing of Sacred Deer va ser nominada a millor guió(Yorgos Lanthimos i Efthymis Filippou) pels Premis Independent Spirit i pel Festival de Cannes.

## Filmografia associada a la productora
| Any  | Títol                                         | Director                         | Data d'estrena         | Recaptació (USD) |
| ---- | --------------------------------------------- | -------------------------------- | ---------------------- | ---------------- |
| 2013 | A Glimpse Inside the Mind of Charles Swan III | Roman Coppola                    | 8 de febrer de 2013    | $210,565         |
| 2013 | Ginger & Rosa                                 | Sally Potter                     | 15 de març de 2013     | $1,4 milions     |
| 2013 | Spring Breakers                               | Harmony Korine                   | 15 de març de 2013     | $31,2 milions    |
| 2013 | The Bling Ring                                | Sofia Coppola                    | 14 de juny de 2013     | $19,1 milions    |
| 2013 | The Spectacular Now                           | James Ponsoldt                   | 2 d'agost de 2013      | $7 milions       |
| 2014 | Enemy                                         | Denis Villeneuve                 | 14 de març de 2014     | $3,4 milions     |
| 2014 | Under the Skin                                | Jonathan Glazer                  | 4 d'abril de 2014      | $5,4 milions     |
| 2014 | Locke                                         | Steven Knight                    | 15 d'abril de 2014     | $5,1 milions     |
| 2014 | Obvious Child                                 | Gillian Robespierre              | 6 de juny de 2014      | $3,3 milions     |
| 2014 | The Rover                                     | David Michod                     | 13 de juny de 2014     | $3.2 milions     |
| 2014 | Life After Beth                               | Jeff Baena                       | 15 d'agost de 2014     | $334,491         |
| 2014 | The Captive                                   | Atom Egoyan                      | 15 de setembre de 2014 | $1.7 milions     |
| 2014 | Tusk                                          | Kevin Smith                      | 19 de setembre de 2014 | $1.9 milions     |
| 2014 | Son of a Gun                                  | Julius Avery                     | 16 d'octubre de 2014   | $121,904         |
| 2014 | Revenge of the Green Dragons                  | Andrew Lau and Andrew Loo        | 24 d'octubre de 2014   | $107,412         |
| 2014 | Laggies                                       | Lynn Shelton                     | 24 d'octubre de 2014   | $2.4 milions     |
| 2014 | A Most Violent Year                           | J.C. Chandor                     | 31 de desembre de 2014 | $12 milions      |
| 2015 | While We're Young                             | Noah Baumbach                    | 27 de març de 2015     | $17.3 milions    |
| 2015 | Cut Bank                                      | Matt Shakman                     | 3 d'abril de 2015      | $137,642         |
| 2015 | Ex Machina                                    | Alex Garland                     | 10 d'abril de 2015     | $36.9 milions    |
| 2015 | Barely Lethal                                 | Kyle Newman                      | 30 d'abril de 2015     | $214,826         |
| 2015 | Slow West                                     | John Maclean                     | 20 de maig de 2015     | $1.3 milions     |
| 2015 | Amy                                           | Asif Kapadia                     | 3 de juliol de 2015    | $23.7 milions    |
| 2015 | The End of the Tour                           | James Ponsoldt                   | 31 de juliol de 2015   | $3.1 milions     |
| 2015 | Dark Places                                   | Gilles Paquet-Brenner            | 7 d'agost de 2015      | $5.1 milions     |
| 2015 | Mississippi Grind                             | Anna Boden and Ryan Fleck        | 25 de setembre de 2015 | $448,641         |
| 2015 | La habitación                                 | Lenny Abrahamson                 | 16 d'octubre de 2015   | $36.3 milions    |
| 2016 | Mojave                                        | William Monahan                  | 22 de gener de 2016    | $8,602           |
| 2016 | The Witch                                     | Robert Eggers                    | 19 de febrer de 2016   | $40.4 milions    |
| 2016 | Remember                                      | Atom Egoyan                      | 11 de març de 2016     | $3.7 milions     |
| 2016 | Krisha                                        | Trey Edward Shults               | 18 de març de 2016     | $144,822         |
| 2016 | Green Room                                    | Jeremy Saulnier                  | 15 d'abril de 2016     | $3.8 milions     |
| 2016 | The Adderall Diaries                          | Pamela Romanowsky                | 15 d'abril de 2016     | $15,364          |
| 2016 | The Lobster                                   | Yorgos Lanthimos                 | 13 de maig de 2016     | $15.7 milions    |
| 2016 | De Palma                                      | Noah Baumbach and Jake Paltrow   | 10 de juny de 2016     | $168,045         |
| 2016 | Swiss Army Man                                | Daniel Kwan and Daniel Scheinert | 24 de juny de 2016     | $5.8 milions     |
| 2016 | Equals                                        | Drake Doremus                    | 15 de juliol de 2016   | $1.3 milions     |
| 2016 | Into the Forest                               | Patricia Rozema                  | 29 de juliol de 2016   | $92,166          |
| 2016 | Morris from America                           | Chad Hartigan                    | 19 d'agost de 2016     | $91,151          |
| 2016 | The Sea of Trees                              | Gus Van Sant                     | 26 d'agost de 2016     | $671,842         |
| 2016 | American Honey                                | Andrea Arnold                    | 30 de setembre de 2016 | $1.8 milions     |
| 2016 | Moonlight                                     | Barry Jenkins                    | 21 d'octubre de 2016   | $65 milions      |
| 2016 | Oasis: Supersonic                             | Mat Whitecross                   | 26 d'octubre de 2016   | $1.4 milions     |
| 2016 | The Monster                                   | Bryan Bertino                    | 11 de novembre de 2016 | $74,700          |
| 2016 | 20th Century Women                            | Mike Mills                       | 28 de desembre de 2016 | $6.9 milions     |
| 2017 | Trespass Against Us                           | Adam Smith                       | 20 de gener de 2017    | $488,277         |
| 2017 | The Blackcoat's Daughter                      | Oz Perkins                       | 31 de març de 2017     | $20,435          |
| 2017 | Free Fire                                     | Ben Wheatley                     | 21 d'abril de 2017     | $3.8 milions     |
| 2017 | The Lovers                                    | Azazel Jacobs                    | 5 de maig de 2017      | $2.2 milions     |
| 2017 | The Exception                                 | David Leveaux                    | 2 de juny de 2017      | $719,523         |
| 2017 | It Comes at Night                             | Trey Edward Shults               | 9 de juny de 2017      | $19.3 milions    |
| 2017 | A Ghost Story                                 | David Lowery                     | 7 de juliol de 2017    | $2 milions       |
| 2017 | Menashe                                       | Joshua Z. Weinstein              | 28 de juliol de 2017   | $1.7 milió       |
| 2017 | Good Time                                     | Safdie Brothers                  | 11 d'agost de 2017     | $3.2 milions     |
| 2017 | Woodshock                                     | Kate and Laura Mulleavy          | 22 de setembre de 2017 | $43,158          |
| 2017 | The Florida Project                           | Sean Baker                       | 6 d'octubre de 2017    | $8.9 milions     |
| 2017 | The Killing of a Sacred Deer                  | Yorgos Lanthimos                 | 20 d'octubre de 2017   | $4.7 milions     |
| 2017 | Lady Bird                                     | Greta Gerwig                     | 3 de novembre de 2017  | $73.8 milions    |
| 2017 | The Disaster Artist                           | James Franco                     | 1 de desembre, 2017    | $29 milions      |
| 2017 | The Ballad of Lefty Brown                     | Jared Moshe                      | 15 de desembre de 2017 | $7,856           |
| 2018 | The Vanishing of Sidney Hall                  | Shawn Christensen                | 2 de març de 2018      |                  |
| 2018 | The Last Movie Star                           | Adam Rifkin                      | 30 de març de 2018     | $14,410          |
| 2018 | Lean on Pete                                  | Andrew Haigh                     | 6 d'abril de 2018      | $222,816         |
| 2018 | Backstabbing for Beginners                    | Per Fly                          | 27 d'abril de 2018     |                  |
| 2018 | First Reformed                                | Paul Schrader                    | 18 de maig de 2018     |                  |
| 2018 | How to Talk to Girls at Parties               | John Cameron Mitchell            | 25 de maig de 2018     | $382,053         |
| 2018 | Hereditary                                    | Ari Aster                        | 8 de juny de 2018      | $79.3 milions    |
| 2018 | Under the Silver Lake                         | David Robert Mitchell            | 22 de juny de 2018     | $1.9 milió       |
| 2018 | Woman Walks Ahead                             | Susanna White                    | 29 de juny de 2018     |                  |
| 2018 | Eighth Grade                                  | Bo Burnham                       | 13 de juliol de 2018   | $13.6 milions    |
| 2018 | Hot Summer Nights                             | Elijah Bynum                     | 27 de juliol de 2018   | $246,133         |
| 2018 | A Prayer Before Dawn                          | Jean-Stephane Sauvaire           | 10 d'agost de 2018     | $499,327         |
| 2018 | The Children Act                              | Richard Eyre                     | 14 de setembre de 2018 | $17.3 milions    |
| 2018 | Never Goin' Back                              | Augustine Frizzell               | 3 d'agost de 2018      | $61,271          |
| 2018 | Slice                                         | Austin Vesely                    | 10 de setembre de 2018 |                  |
| 2018 | Mid90s                                        | Jonah Hill                       | 19 d'octubre de 2018   | $9 milions       |
| 2019 | 1%                                            | Stephen McCallum                 |                        |                  |
| 2019 | Climax                                        | Gaspar Noé                       | 1 de març de 2019      | $1.8 milions     |
| 2019 | The Hole in the Ground                        | Lee Cronin                       | 1 de març de 2019      | $2.3 milions     |
| 2019 | Gloria Bell                                   | Sebastián Lelio                  | 8 de març de 2019      | $10.6 milions    |
| 2019 | High Life                                     | Claire Denis                     | 5 d'abril de 2019      | $1.9 milió       |
| 2019 | Native Son                                    | Rashid Johnson                   | 6 d'abril de 2019      |                  |
| 2019 | Under the Silver Lake                         | David Robert Mitchell            | 19 d'abril de 2019     | $1.9 milió       |
| 2019 | The Souvenir                                  | Joanna Hogg                      | 17 de maig de 2019     | $1.03 milió      |
| 2019 | The Last Black Man in San Francisco           | Joe Talbot                       | 7 de juny de 2019      | $4.6 milions     |
| 2019 | Midsommar                                     | Ari Aster                        | 3 de juliol de 2019    | $34.6 milions    |
| 2019 | Share                                         | Pippa Bianco                     | 27 de juliol de 2019   |                  |
| 2019 | The Lighthouse                                | Robert Eggers                    | 18 d'octubre de 2019   | $10.9 milions    |
| 2020 | First Cow                                     | Kelly Reichardt                  | 6 de març 2020         | $101,068         |
| 2020 | Boys State                                    | Jesse Moss, Amanda McBaine       | 14 d'agost 2020        |                  |
| 2020 | On the Rocks                                  | Sofia Coppola                    | 2 d'octubre 2020       | $688,092         |

### Pròximes Produccions
| Títol            | Director        | Data d'estrena |
| ---------------- | --------------- | -------------- |
| After Yang       | Kogonada        | Per determinar |
| False Positive   | John Lee        | Per determinar |
| The Green Knight | David Lowery    | Per determinar |
| Minari           | Lee Isaac Chung | Per determinar |
| The Souvenir II  | Joanna Hogg     | Per determinar |